# Chelonus amandus
Chelonus amandus är en stekelart som först beskrevs av Vladimir Ivanovich Tobias 1989.  Chelonus amandus ingår i släktet Chelonus och familjen bracksteklar. Inga underarter finns listade i Catalogue of Life.